# Chigutisauridae
Chigutisauridae (лат.) — вымершее семейство мезозойских темноспондильных амфибий, включающее в себя роды, обитавшие в Гондване. Впервые появляются в раннем триасе в Австралии. Во время позднего триаса Chigutisauridae широко распространились в Гондване: их окаменелости найдены в Южной Африке, Индии и Южной Америке. Раннемеловой австралийский Koolasuchus является не только самым поздним Chigutisauridae, но и вообще самой поздней темноспондильной амфибией.

## Роды
В семейство включают следующие роды амфибий:
- Arenaerpeton[1]
- Chigutisaurus
- Compsocerops
- Keratobrachyops (иногда рассматривается как базальный род в кладе Brachyopomorpha, близкий к Bothriceps[4])
- Koolasuchus
- Kuttycephalus
- Pelorocephalus
- Siderops